# 菊屋市兵衛
菊屋 市兵衛（きくや いちべえ、生没年不詳）とは江戸時代の江戸の地本問屋。

## 来歴
菊市、金幸堂と号す。幕末に江戸の馬喰町2丁目、後に横山町3丁目平吉店において地本問屋を営業している。歌川国芳、歌川貞房、歌川広重、歌川芳豊、2代目歌川国綱の錦絵、絵本を出版している。

## 作品
- 歌川国芳 「当盛江戸鹿子 梅若」 大判 天保初期
- 歌川貞房 「当盛江戸の花」
- 歌川広重 「絵本江戸土産」 絵本 菊屋幸三郎版か[1] 嘉永3年（1850年）
- 歌川芳豊 「ヲロシヤ人愛婦人図」 大判 万延1年（1860年）
- 歌川芳豊 「アメリカ人子供愛図」 大判 万延1年
- 歌川芳豊 「フランス人遊興」 大判 万延1年
- 2代目歌川国綱 「東海道神奈川横浜風景」 大判3枚続 文久3年（1863年）